# Тиїнськ
Тиїнськ (рос. Тиинск) — село в Мелекеському районі Ульяновської області Російської Федерації.
Населення становить 1367 осіб. Входить до складу муніципального утворення Тиїнське сільське поселення.

## Історія
Від 2004 року входить до складу муніципального утворення Тиїнське сільське поселення.

## Населення
| 2010 |
| ---- |
| 1367 |